# DUMDi DUMDi
『DUMDi DUMDi』（ドムディ ドムディ、朝: 덤디덤디）は、韓国のガールズグループ(G)I-DLEの1stシングルである。2020年8月3日にKakaoM、CUBEエンターテインメントよりリリースされた。

## 概要
3rdデジタルシングル「i'M THE TREND」以来1ヶ月ぶりの新曲となった。コンパクト盤の発売としては、3rdミニアルバム「I TRUST」以来4ヶ月ぶりとなった。(G)I-DLEの初のシングル発売である。
タイトル曲は「덤디덤디 (DUMDi DUMDi)」（ドムディ ドムディ）である。「Day Ver.」と「Night Ver.」の2形態での発売。
タイトル曲は、(G)I-DLEの初のサマーソングとなっており、作詞・作曲・編曲にメンバーのソヨン、作曲・編曲にBlock BやZicoをプロデュースしたPop Timeが参加している。振付は、TWICE「MORE & MORE」、BLACKPINK「How You Like That」、ITZY「WANABEE」、ソミ「What You Waiting For」などを手掛けたイ・イジョンが手掛けた。「夏」と「若さ」から連想される、「暑さ」「涼しさ」「情熱」「ときめき」などを表した歌詞となっており、トロピカルベースにムーンバートンのリズムが加わり、中毒性のあるダンス曲となっている。
CDにはタイトル曲を含めた、メンバーのミンニ、ウギ、ソヨンが作詞、PENTAGONのユウトが作曲・編曲に参加している3rdデジタルシングル「i'M THE TREND」の2曲が収録されている。
中国の音楽配信サイト「NetEase Music China」では、特別盤としてメンバーのウギなどが作詞の中国語訳に参加した中国語バージョンである「DUMDi DUMDi (Chinese Version)」を含めた2曲が収録されている。
ミュージックビデオは、YouTube韓国国内人気急上昇動画3位を記録し。パラグアイ2位、チリ3位、ブラジル5位など世界35カ国のYouTubeリアルタイムトレンドにランクインした。公開から10時間で1000万回再生を突破し、公開から6日で5000万回を突破した。これは、前作「Oh my god」より9時間早く達成した。
「덤디덤디 (DUMDi DUMDi)」の日本語バージョンとして、「DUMDi DUMDi (Japanese ver.)」が日本2ndミニアルバム「Oh my god」に収録されている。

## 背景とリリース
2020年7月17日に、CUBEエンターテインメントより、シングルの発売日と予告イメージが公開された。7月21日より、メンバーのコンセプトイメージを順次に公開した。7月29日に、団体のコンセプトイメージを公開。7月30日に、ハイライト映像を公開。7月31日に、ティーザー第1弾を公開。8月1日に、ティーザー第2弾を公開。8月3日発売当日、ミュージックビデオが公開され、発売記念のオンラインショーケースが行われた。8月6日放送のMnet「M COUNTDOWN」にてテレビ初披露した。

## トラックリスト
| #         | タイトル                   | 作詞                              | 作曲                              | 編曲                | 時間 |
| --------- | -------------------------- | --------------------------------- | --------------------------------- | ------------------- | ---- |
| 1.        | 「덤디덤디 (DUMDi DUMDi)」 | ソヨン                            | ソヨン, Pop Time                  | Pop Time, ソヨン    | 3:30 |
| 2.        | 「i'M THE TREND」          | ミンニ, ウギ, ソヨン, FCM Houdini | FCM Houdini, ミンニ, ウギ, ユウト | FCM Houdini, ユウト | 3:25 |
| 合計時間: | 合計時間:                  | 合計時間:                         | 合計時間:                         | 合計時間:           | 6:55 |

| #         | タイトル                   | 作詞      | 作曲             | 編曲             | 時間 |
| --------- | -------------------------- | --------- | ---------------- | ---------------- | ---- |
| 1.        | 「덤디덤디 (DUMDi DUMDi)」 | ソヨン    | ソヨン, Pop Time | Pop Time, ソヨン | 3:30 |
| 合計時間: | 合計時間:                  | 合計時間: | 合計時間:        | 合計時間:        | 3:30 |

| #         | タイトル                          | 作詞                                     | 作曲             | 編曲             | 時間 |
| --------- | --------------------------------- | ---------------------------------------- | ---------------- | ---------------- | ---- |
| 1.        | 「덤디덤디 (DUMDi DUMDi)」        | ソヨン                                   | ソヨン, Pop Time | Pop Time, ソヨン | 3:30 |
| 2.        | 「DUMDi DUMDi (Chinese Version)」 | ソヨン, ウギ(中国語訳), Z KING(中国語訳) | ソヨン, Pop Time | Pop Time, ソヨン | 3:30 |
| 合計時間: | 合計時間:                         | 合計時間:                                | 合計時間:        | 合計時間:        | 7:00 |

## チャート成績
韓国
- Bugs!1位、NAVER MUSIC1位、genie4位など韓国の音楽配信サイトで上位にランクインした。
- ハントチャートのアルバム週間チャートで2位を獲得し、初動売り上げ94,587枚を記録した[1]。これはK-POPの歴代のガールズグループのシングルの中で2位を記録した[28]。また、ガオンチャートのアルバム週間チャートでは、最高2位を記録し、アルバム月間チャートでは6位を獲得し、売上枚数123,108枚を記録した[3]。
- ガオンチャートのアルバム週間チャートでは2位を獲得した[2]。
- 音楽番組では8月12・19日放送MBS「SHOW CHAMPION」[29][30]、8月13・20日放送Mnet「M COUNTDOWN」[31][32]、8月16・23日放送SBS「人気歌謡」[33][34]で1位を獲得し、全6冠を獲得した[35]。

全世界
- インドネシア、インド、タイ、トルコ、アラブ首長国連邦、台湾、ブラジルなど世界41カ国[7]iTunesトップソングチャート1位を獲得した[36]。

## リリース歴
| 地域         | 日付         | 規格         | 販売                                              |
| ------------ | ------------ | ------------ | ------------------------------------------------- |
| 韓国、全世界 | 2020年8月3日 | CD           | KakaoM                                            |
| 韓国、全世界 | 2020年8月3日 | デジタル配信 | CUBEエンターテインメント ユニバーサルミュージック |
| 中国         | 2020年8月3日 | デジタル配信 | CUBEエンターテインメント                          |